# تاريخ لندن
يرجع تاريخ لندن المدينة الرئيسة، وعاصمة المملكة المتحدة إلى أكثر من 2.000 سنة. منذ ذلك الوقت، استطاعت لندن أن تبرز تقدمًا جعلها واحدة من أكثر العواصم الاقتصادية، والثقافية حول العالم. شهدت لندن وباء الطاعون، وحريق لندن المروع، وحرب أهلية، وتفجيرات هوائية، وهجمات إرهابية. تُعد لندن بمثابة القلب بالنسبة للمملكة المتحدة.

## أصل التسمية
لا يزال أصل تسمية لندن بهذا الأسم أمر مشكوك فيه. على مر القرون السابقة، تعددت الأقاويل حول أصل تلك التسمية. يمكن تجاهُل العديد منها لإنه وهمى غير قائم على أساس لغوى؛ أو تاريخى سليم، والقليل منها لها أسس أكاديمية تجعلها أكثر معقولية. لا يوجد أحد لديه الدليل القاطع على هذا.

## بداية التاريخ

### الأساطيرولندن ما قبل التاريخ
وفقًا لأساطير تاريخ ملوك بريطانيا لجيفري مونماوث، فإن بروتوس الطروادي اكتشف مدينة لندن عقب هزيمته للعمالقة الجبابرة يأجوج ومأجوج. عُرفت لندن باسم كاير ترويا، ترويا نوفا_ المعروفة في اللاتينية بالطروادة الجديدة والتي طبقًا لأصل الكلمة المزيف حُرف الاسم إلى ترينوفانتوم. يعد أهل ترينوفانتوم قبيلة العصر الحديدى التي قنطت المنطقة الأساسية بالنسبة للرومانين. استطاع جيفيرى أن يوفر معلومات عن تاريخ ما قبل لندن من خلال موسوعة ضخمة عن ملوك الأساطير مثل الملك لود الذي إدعى أنه هو من سمّى مدينة كاير لودين بهذا الاسم، الذي جاء منه تسمية لندن، ودفن في وديجت. ومع ذلك، لم يعثر علماء الاَثار على أي دليل يشير إلى وجود بنايات رئيسية في هذه المنطقة، بالرغم من عمليات الحفر المتوسعة. كل ما عُثر عليه هو أجزاء متناثرة من مقتنيات ما قبل التاريخ، وما يدل على وجود زراعة اّنذاك، وبعض الأشياء؛ والأثار الدالة على وجود سكان. في حين أنهم لم يعثروا على شئ أساسى. يعتقد البعض_ على غير ترجيح لهذا_ أن مدينة ما قبل الرومان لا تزال موجودة. لكن بما أن هناك العديد من المناطق في مدينة الرومان لم يتم حفرها بعد، فإن هناك احتمالات لاكتشاف تلك البنايات الأساسية.

## التاريخ المبكر

### لندن الرومانية (47-410 بعد الميلاد)

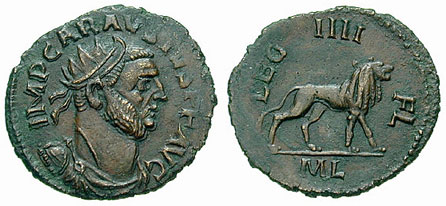
كارسيس coin from Londinium mint.

أسست لوندينيوم كبلدة للمدنيين من قبل الرومان بعد نحو 4 أعوام على الفتح الروماني لبريطانيا. شأنها شأن روما، أسست لندن على نقطة على النهر كانت ضيقة بما فيه الكفاية لتجسيرها ووفر الموقع الاستراتيجي للمدينة وصولًا سهلًا إلى معظم أجزاء أوروبا. غطت لندن الرومانية الباكرة منطقة صغيرة نسبيًا، تساوي تقريبًا مساحة هايد بارك. نحو العام 60 ميلادي، دُمرت المدينة من قبل قبيلة إيسيني بقيادة ملكتهم بوديكا. وسرعان ما أعيد بناء المدينة كبلدة رومانية مخطط لها وربما تعافت بعد 10 أعوام، ونمت المدينة بسرعة على امتداد العقود اللاحقة.

خلال القرن الثاني كانت لوندينيوم في أوجها وحلت محل كولتشيستر كعاصمة لبريطانيا الرومانية (بريطانيا). كان تعدادها السكاني يبلغ نحو 60 ألف نسمة. كانت المدينة تحوي مباني عامة رئيسية، من بينها أكبر بازيليكا شمال الألب ومعابد وثرمي ومسرحًا رومانيًا وحصنًا ضخمًا لحامية المدينة. أفضى انعدام الاستقرار والركود السياسيين انطلاقًا من القرن الثالث فصاعدًا إلى تدهور بطيء. 

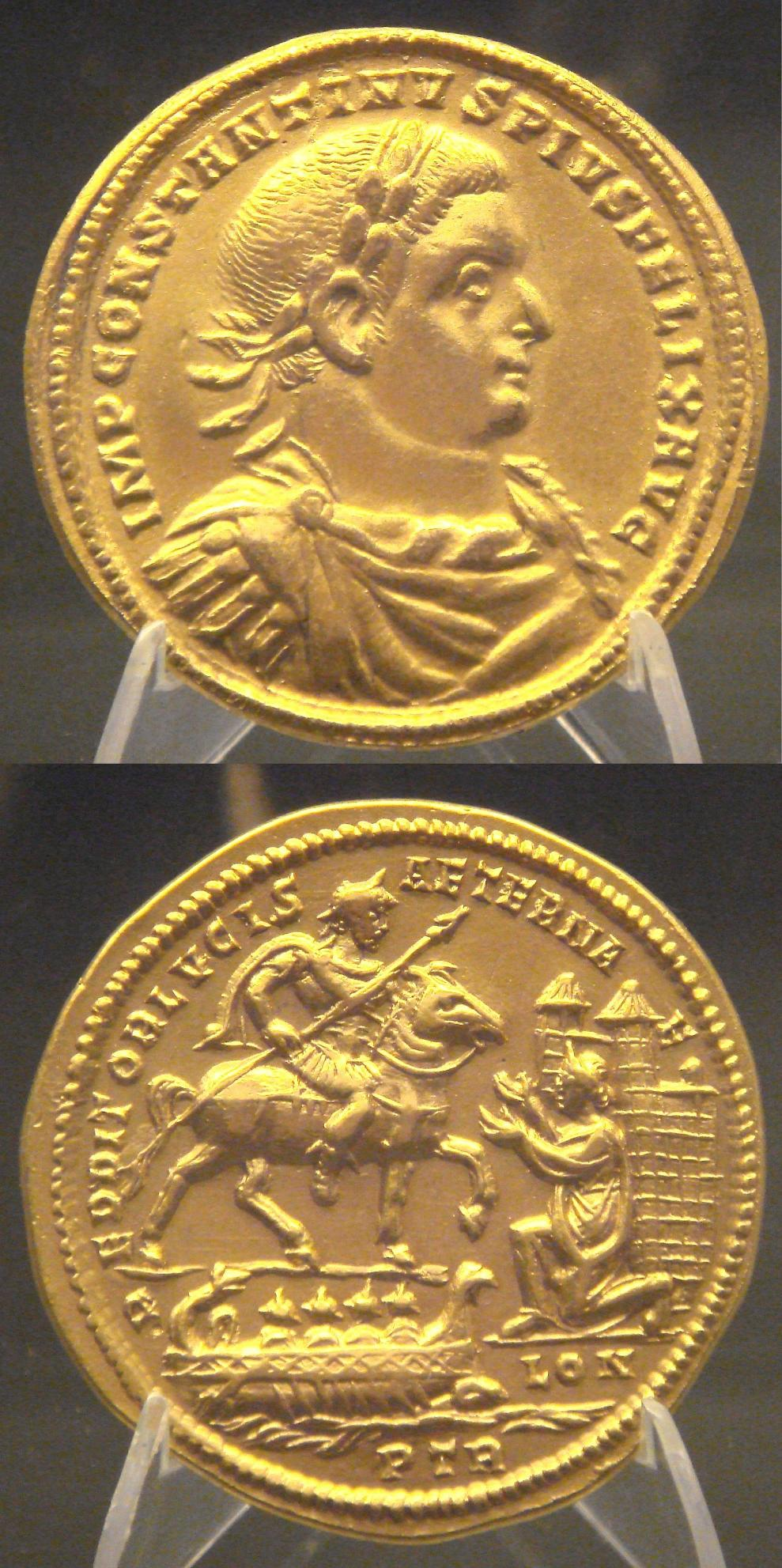
Medal of قسطنطيوس كلوروس capturing لندن (inscribed as LON) in 296 after defeating أليكتوس. Beaurains hoard.

في الفترة ما بين عامي 180 و225، بنى الرومان جدار لندن الدفاعي حول جانب المدينة المتجه نحو اليابسة. كان طول الجدار يبلغ نحو 3 كيلومتر (1.9 ميل)، وبلغ ارتفاعه 6 أمتار (20 قدمًا) وبسماكة بلغت 2.5 مترًا (8.2 قدم). سيبقى الجدار على حاله ل1600 عام آخر وحدد محيط مدينة لندن لقرون قادمة. يحدد محيط المدينة اليوم تقريبًا من خلال خط الجدار القديم.
كانت لوندينوم مدينة متنوعة من الناحية الإثنية ضمت سكانًا من كافة أنحاء الإمبراطورية الرومانية، من بينهم سكان بريطانيا الأصليون وأوروبا القارية والشرق الأوسط وشمال أفريقيا.
في أواخر القرن الثالث، تعرضت لوندينيوم لغزوات عديدة من قبل القراصنة الساكسونيين. أفضى ذلك، انطلاقًا من العام 255 فصاعدًا، إلى بناء جدار إضافي على ضفة النهر. يعود إلى العهد الروماني أصل 6 بوابات من البوابات ال 7 التقليدية للمدينة، وهي: لودغيت ونيوغيت وألديرسغيت وكريبلغيت وبيشوسغيت وألدغيت (مورغيت هي الاستثناء، إذ إنها تعود إلى العصور الوسطى).
بحلول القرن الخامس، كانت الإمبراطورية الرومانية تشهد انحدارًا سريعًا وفي عام 410، وصل الاحتلال الروماني لبريطانيا إلى نهايته. في أعقاب ذلك، شهدت المدينة الرومانية أيضًا تدهورًا سريعًا وبحلول نهاية القرن الخامس كانت المدينة قد هُجرت عمليًا.

### لندن الأنغلوساكسونية (القرن الخامس – 1066)
حتى الآونة الأخيرة كان يعتقد أن الاستيطان الأنغلوساكسوني تجنب في البداية المنطقة التي تقع مباشرة حول لوندينيوم. إلا أن اكتشاف مقبرة أنغلوساكسونية في كوفنت غاردن يشير إلى أن القادمين بدأوا بالاستيطان هناك منذ أوائل القرن السادس على أقل تقدير وربما في القرن الخامس. كان التركيز الرئيسي لهذا الاستيطان خارج الجدران الرومانية، وضمت تجمعًا سكنيًا على بعد مسافة قصيرة نحو الغرب على امتداد ما هو اليوم ستراند، بين ألدويتش وميدان ترفلغار. كانت تُعرف بلندنفيك، وتشير اللاحقة فيك هنا إلى استيطان متبادل. سلطت أعمال التنقيب في الآونة الأخيرة الأضواء أيضًا على الكثافة السكانية وتنظيم مديني معقد نسبيًا للندن الأنغلوساكسونية الباكرة هذه، التي كانت قد نُظمت على شكل شبكة ونمت لتؤمّن سكنًا لتعداد سكاني من المحتمل أنه بلغ بين 10 آلاف و12 ألف نسمة.
كانت لندن الأنغلوساكسونية الباكرة تنتمي إلى شعب عرف باسم الساكسونيين الأوسطيين، الذي اشتق منه اسم مقاطعة ميدلسكس، والذين ربما احتلوا أيضًا المنطقة القريبة مما هو اليوم هيرتفوردشير وسوري. إلا أنه بحلول القرن السابع كانت منطقة لندن قد دمجت ضمن مملكة إسكس. في عام 604، اعتنق سايبرت ملك إسكس المسيحية واستقبلت لندن ميليتوس، أسقفها الأول في العهد ما بعد الروماني.
في تلك الفترة كانت إسكس تحت السيادة المطلقة لملك كنت إيثيلبيرت، وفي ظل رعاية إيثيلبيرت شيد ميليتوس كاتدرائية القديس بولس الأولى، التي قيل عمومًا بأنها كانت على موقع معبد ديانا الروماني القديم (على الرغم من أن كريستوفر رين لم يجد دليلًا على ذلك). وكانت مجرد كنيسة متواضعة في البداية ومن المحتمل أنها تعرضت للتدمير بعد طرده من المدينة على أيدي خلفاء سايبيرت الوثنيين.
حدث التوطيد الدائم لأركان المسيحية في مملكة إسكس خلال حكم الملك سايبيرت في الخمسينيات من القرن السابع. خلال القرن الثامن، وسعت مملكة ميرسيا هيمنتها على جنوبي شرق إنجلترا، في البداية من خلال السيادة المطلقة التي تطورت في بعض الأحيان إلى ضم مباشر. بدا أن لندن قد أصبحت تحت سيطرة ميرسية مباشرة في الثلاثينيات من القرن الثامن.
سادت في معظم فترات القرن التاسع هجمات الفايكنغ، وأصبحت بصورة متزايدة شائعة منذ نحو العام 830 فصاعدًا. نهبت لندن في عام 842 ومرة أخرى في عام 851. أمضى «الجيش الوثني العظيم» الدانماركي، الذي كان يعيث فسادًا في كافة أنحاء إنجلترا منذ العام 865، الشتاء في لندن في عام 871. وبقيت المدينة بين أيدي الدانماركيين حتى عام 886 حين سقطت بيد قوات ملك ويسكس ألفريد العظيم وأعيد دمجها ضمن ميرسيا، ومن ثم حكمت عبر ملكية ألفريد عن طريق صهره الإلدورمان إيثلريد.
في تلك الآونة انتقل تركيز الاستيطان إلى داخل الجدران الرومانية القديمة بهدف الدفاع، وأصبحت المدينة تعرف بلندنبوره. أصلحت الجدران الرومانية وأعيد قطع الخندق الدفاعي، في حين أنه من المحتمل أن يكون الجسر قد أعيد بناؤه في تلك الفترة. أُسس بوره ثان محصن على الضفة الجنوبية في ساوثوورك، سوثرينغا غيوورك (العمل الدفاعي لرجال سوري). بات الاستيطان القديم للندنفيك يعرف بإيلدفيك أو «الاستيطان القديم»، وهو اسم يطلق عليه اليوم ألدويتش.
انطلاقًا من هذه النقطة، بدأت مدينة لندن تطور حكومتها المحلية المميزة الخاصة بها. في أعقاب وفاة إيثلريد في عام 911، نقلت الحكومة إلى ويسكس، الأمر الذي سبق دمج بقية ميرسيا في عام 918. على الرغم من أنها واجهت منافسة على البروز السياسي في مملكة إنجلترا المتحدة من قبل المركز الساكسوني الغربي التقليدي في وينتشيستر، عاد حجم لندن وثروتها التجارية على المدينة بأهمية متزايدة بشكل مطرد بصفتها مركزًا للنشاط الحكومي. عقد الملك أثيلستان عدة اجتماعات فيتان في لندن وأصدر قوانين هناك، في حين أصدر الملك إيثريلد أونريدي قوانين لندن هناك في عام 978.
في أعقاب استكمال هجمات الفايكنغ خلال حكم إيثريلد، تعرضت لندن لهجمات لم تكلل بالنجاح في عام 994 من قبل جيش قاده ملك الدانمارك سوين فوركبيرد. مع انهيار المقاومة الإنجليزية للمذبحة الدانماركية المستمرة والمتعاظمة في عام 1013، صدت لندن هجومًا من قبل الدانماركيين وكانت آخر مكان يصمد في وجه سوين الذي خضعت له بقية البلاد، إلا أنها استسلمت أيضًا بحلول نهاية العام وفرّ إيثلريد خارج البلاد. توفي سوين بعد 5 أسابيع فقط على تتويجه ملكًا وعاد إيثلريد واعتلى العرش، إلا أن كنوت ابن سوين عاد إلى الهجوم في عام 1015.
بعد وفاة إيثلريد في لندن في عام 1016 توج ابنه إيدموند آيرونسايد ملكًا هناك من قبل الفيتان وخرج لجمع القوات في ويسكس. كانت لندن في تلك الفترة تخضع لحصار ممنهج من قبل كنوت، إلا أن جيش الملك إدموند فك الحصار، حين خرج إدموند مرة أخرى لتجنيد تعزيزات في ويسكس، تابع الدانماركيون حصارهم، إلا أنهم لم ينجحوا فيه أيضًا. إلا أنه في أعقاب هزيمته في معركة أساندون تخلى إدموند لكنوت عن كامل إنجلترا شمال التيمز، بما في ذلك لندن، وتركت وفاة إدموند بعد عدة أسابيع كنوت مسيطرًا على كامل البلاد.
تتحدث ملحمة نرويجية عن معركة حين عاد الملك إيثلريد إلى مهاجمة لندن التي كانت تقع تحت احتلال الدانماركيين. بحسب الملحمة، تمركز الدانماركيون على جسر لندن وأمطروا المهاجمين بالرماح. سحب المهاجمون ببسالة سقوف المنازل المجاورة ووضعوها فوق رؤوسهم في القوارب. ومع تأمينهم للحماية بهذه الطريقة، تمكنوا من الاقتراب بما يكفي من الجسر لربط دعامات الجسر بالحبال وإسقاطه، الأمر الذي أنهى احتلال الفايكنغ للندن. من المفترض أن هذه القصة ترتبط بعودة إيثلريد إلى السلطة بعد وفاة سوين في عام 1014، لكن ليس هناك دليل قوي على وقوع أي كفاح من هذا النوع للسيطرة على لندن في تلك المناسبة.
في أعقاب انقراض سلالة كنوت في عام 1042 استعيد الحكم الإنجليزي في ظل حكم إدوارد المعترف. كان إدوارد مسؤولًا عن تأسيس ويسمينستر آبي وأمضى معظم وقته في ويستمينستر، التي حلت منذ تلك الحظة وبشكل دائم محل المدينة نفسها كمركز للحكومة. أفضت وفاة إدوارد في ويستمينستر في عام 1066 دون أن يترك وريثًا محددًا إلى وقوع نزاع حول الخلافة وغزو النورمان لإنجلترا.